# Fabricio Pedrozo
Fabricio Pedrozo (Eldorado; 6 de noviembre de 1992) es un futbolista argentino que actualmente juega de delantero en el Levadiakos Fútbol Club de la Superliga de Grecia.

## Trayectoria
Empezó su trayectoria futbolística en el Club Unión de Puerto Iguazú con la dirección técnica de Osvaldo "Zurdo" Barreto, al mismo tiempo que se desempeñaba en presentaciones extraoficiales en la escuela de fútbol Don Bosco, al mando del Director Técnico y Periodista deportivo, Leonardo Hariyo.
Proveniente de las divisiones juveniles del su actual club, fue promovido a Primera División por el entrenador Ramón Díaz en 2011.
Delantero diestro de grandes cualidades técnicas, jugó su primer partido frente a Club Atlético Tigre en el Torneo Clausura de 2011.

## Clubes
| Club                          | País      | Año           | Goles |
| ----------------------------- | --------- | ------------- | ----- |
| San Lorenzo                   | Argentina | 2011 - 2012   | 0     |
| Club Almagro                  | Argentina | 2012 - 2013   | 7     |
| Club Atlético Aldosivi        | Argentina | 2013 - 2014   | 2     |
| Club Atlético Atlanta         | Argentina | 2014-2015     | 10    |
| Club Mutual Crucero del Norte | Argentina | 2016          | 8     |
| The Strongest                 | Bolivia   | 2016-2017     | 3     |
| Club Atlético Atlanta         | Argentina | 2017-presente | 0     |

## Palmarés

### Títulos nacionales
| Título           | Club          | País    | Año           |
| ---------------- | ------------- | ------- | ------------- |
| Primera División | The Strongest | Bolivia | Apertura 2016 |